# Джон ван Флек
Джо́н Ха́збрук ва́н Фле́к (англ. John Hasbrouck van Vleck; 13 березня 1899 — 27 жовтня 1980) — американський фізик, лауреат Нобелівської премії з фізики 1977 року «За фундаментальні теоретичні дослідження електронної структури магнітних і невпорядкованих систем» спільно з Філіпом Андерсоном і Невіллом Моттом.
Вважається автором квантової теорії магнетизму.